# Лобода Іван Іванович
Іван Іванович Лобода (1922, тепер Прилуцького району Чернігівської області — ?) — український радянський діяч, новатор сільськогосподарського виробництва, голова колгоспу «10-річчя Жовтня» Прилуцького району Чернігівської області. Герой Соціалістичної Праці (22.03.1966). Кандидат у члени ЦК КПУ в 1971—1976 р.

## Життєпис
Народився у селянській родині.
Служив у Червоній армії. Учасник німецько-радянської війни.
Член ВКП(б) з 1944 року.
З 1950-х до кінця 1970-х років — голова колгоспу «10-річчя Жовтня» села Жовтневе Малодівицького (тепер — Прилуцького) району Чернігівської області. Доклав багато зусиль для створення племінного заводу великої рогатої худоби симентальської породи.
Потім — на пенсії у селі Жовтневе (тепер — Дмитрівка) Прилуцького району Чернігівської області.

## Нагороди
- Герой Соціалістичної Праці (22.03.1966)
- два ордени Леніна (26.02.1958, 22.03.1966)
- ордени
- медалі